# Hypersophtha falcata
Hypersophtha falcata là một loài bướm đêm trong họ Noctuidae.